# 小沢正
小沢 正（おざわ ただし、1937年9月27日 - 2008年4月）は、日本の児童文学作家。

## 人物・来歴
東京府出身。早稲田大学教育学部卒業。在学中に早大童話会から改名したばかりの少年文学会に所属。同会の山元護久と同人団体「ぷぅの会」を立ち上げる。
1965年に7本のシリーズ読み切りを収録した初書籍『目をさませトラゴロウ』が、パワーあふれるブラックユーモアで出世作となり、NHK児童文学奨励賞受賞。
享年70歳。2008年8月、調布市文化会館たづくりにて「小沢正さんを偲ぶ会」が開かれた。

## 著書

### 童話･絵本
擬人化された動物を描いた作品、特に動物でありながら洋服を着て、家やビルの建つ現代社会で人間のように生活している設定の作品が多い。
- 『ほしからきたうま』（二俣英五郎絵、小峰書店） 1962
- 『目をさませトラゴロウ』（井上洋介絵、理論社） 1965、のちフォア文庫、講談社文庫
- 『二宮金次郎』（富永秀夫絵、 国土社、子ども伝記全集） 1967
- 『豊臣秀吉』（久米宏一絵、国土社、子ども伝記全集） 1968
- 『てんぐのかくれみの』（工藤市郎絵、山田書院、うごく紙芝居えほん） 1969
- 『おばけ星いちばんのり』（小野木学絵、盛光社、創作SFえほん） 1969
- 『こぶたのかくれんぼ』（井上洋介絵、 太平出版社） 1969 、のちポプラ社文庫
- ［砂のあした』（井上洋介絵、国土社、創作子どもSF全集） 1969
- 『はらぺこのオニごっこ』（井上洋介絵、あかね書房） 1969
- 『へんなおてんき』（井上洋介え、小峰書店） 1969
- 『山からきたオニの子オニキチ』（工藤市郎絵、山田書院、うごく紙芝居えほん） 1970
- 『ふしぎな転校生』（成瀬一富絵、学習研究社、3年の学習読み物特集号）1970年[1]
- 『のんびりこぶたとせかせかうさぎ』（長新太絵、ポプラ社） 1974 、のち文庫
- 『もりのゆうびんはいたつ』（村上勉絵、小峰書店） 1974
- 『はらぺこのとこやさん』（北田卓史画、小学館） 1975
- 『きつね先生のふしぎ』（井上洋介え、理論社） 1976.10、のちフォア文庫
- 『トラゴロウとおまんじゅう』（深沢邦朗絵、小学館） 1976.10
- 『たぬきのイソップ』（佐々木マキ絵、ポプラ社） 1976.2
- 『きつねのたんこぶ』（佐々木マキ 絵、ポプラ社） 1976.9
- 『ゆかしたのたから』（佐々木マキ 絵、あかね書房） 1977.12
- 『三びきのたんてい』（長新太絵、ポプラ社） 1977.7、のち文庫
- 『ねずみのうちわ』（村上勉絵、小峰書店） 1977.7
- 『ちゅうたのくうそう』（佐々木マキ絵、PHP研究所） 1978.10
- 『ねこのさいみんじゅつ』（織茂恭子絵、理論社） 1978.11
- 『ひるねのきらいなぶうくん』（山下勇造絵、小峰書店） 1978.2
- 『パンダのひとりごと カンカンとランラン』（安井淡画、小学館） 1978.8
- 『めんどりのコッコおばさん』（渡辺有一絵、あかね書房） 1978.8
- 『おにとこぎつね』（こんどうくみこv絵、PHP研究所） 1979.3
- 『宇宙船ソラホリス』（木曽秀夫 案・画、日本ブリタニカ） 1979.5
- 『きつねのテスト』（片山健絵、小峰書店） 1980.2
- 『だるまさんがころんだ』（武井武雄え、小峰書店） 1980.6
- 『かわいそうなゆうれい』（西川おさむ絵、講談社） 1980.9
- 『とらときつね』（村上幸一絵、ひさかたチャイルド） 1981.11
- 『きつねのスーパーマーケット』（西川おさむ絵、金の星社） 1981.12
- 『コンチキ広告会社』（織茂恭子絵、ポプラ社） 1982.12
- 『キツネはかせのへんなはつめい』（佐々木マキ絵、秋書房） 1982.3
- 『ブタノさんのぼうけん』（渡辺有一絵、フレーベル館） 1982.3
- 『はなさけひゅう』（西村郁雄絵、ひさかたチャイルド） 1982.6
- 『ダイコンさんとトマトさん』（織茂恭子え、ポプラ社） 1982.7
- 『やくそくはやくそく』（織茂恭子絵、フレーベル館） 1982.8
- 『銅像うごきだす』（西川おさむえ、学校図書） 1982.8
- 『コッコおばさんとちいさなおきゃくさん』（渡辺有一絵、あかね書房） 1982.9
- 『ひとつがふたつ』（富永秀夫絵、ひさかたチャイルド） 1983.2
- 『しりたがりやのこぶたとうさぎ』（佐々木マキ絵、講談社） 1983.3
- 『ファーブル』（たかはしきよし絵、チャイルド本社、チャイルド絵本館、伝記ものがたり） 1983.9
- 『せかいいちきたないレストラン ぶたのポーシュのものがたり』（織茂恭子絵、コーキ出版） 1983.9
- 『ミケランジェロ 「最後の審判」の大芸術家』（建石修志絵、チャイルド本社、チャイルド絵本館、伝記ものがたり） 1984.10
- 『かがみのルピック』（奈良坂智子え、PHP研究所） 1984.4
- 『チュウおばさんなぞをとく』（西川おさむ絵、ひさかたチャイルド） 1985.12
- 『こだぬきとやっこだこ』（村上勉絵、フレーベル館） 1985.12
- 『ブタくんのチョコレート』（木曽秀夫絵、学習研究社） 1985.12
- 『童話の方法』（青弓社） 1985.6
- 『まちあいしつのとけい』（小林与志絵、佼成出版社） 1986.1
- 『あしたへいったねずみたち』（長新太絵、フレーベル館） 1986.2
- 『まほうのチョーク』（西川おさむ絵、教育画劇） 1987.1
- 『キツネはかせのへんなカレーライス』（佐々木マキ絵、秋書房） 1987.6
- 『ねずみのしっぱい』（井上洋介絵、すずき出版） 1989.2
- 『あおき・こんよう』（チャイルド本社、こども伝記ものがたり 絵本版） 1990.10
- 『リンカーン』（チャイルド本社、こども伝記ものがたり 絵本版） 1991.10
- 『きつねのしっぱい』（井上洋介絵、鈴木出版） 1991.10
- 『あなもたべちゃった!?』（奥田怜子絵、雄鶏社、なぞなぞの絵本） 1991.8
- 『うさぎのぱんとぶたのぱん』（西川おさむ絵、小峰書店） 1992.3
- 『きつねのたんこぶ』（井上洋介絵、鈴木出版） 1992.9
- 『おならのはなし へっこきよめさん』（長谷川知子絵、チャイルド本社、日本の昔話） 1993.9
- 『わらいばなし うなぎのてんのぼり』（福田岩緒絵、チャイルド本社、日本の昔話） 1994.3
- 『ふくろうのそめものや』（林蘭絵、チャイルド本社、日本のどうぶつ昔話） 1994.8
- 『きつねのぱんとねこのぱん』（藤枝リュウジ絵、国土社） 1996.12
- 『かえるのおねがい』（西川おさむ絵、フレーベル館） 1996.3
- 『たのきゅう』（太田大八 画、教育画劇、日本の民話えほん） 1996.4
- 『まのいいりょうし』（飯野和好画、教育画劇、日本の民話えほん） 1996.8
- 『とりのみじいさん』（長谷川知子画、教育画劇、日本の民話えほん） 1998.7
- 『あたまにかきの木』（田島征三絵、教育画劇、日本の民話えほん） 1998.7
- 『かみそりぎつね』（野村たかあき画、教育画劇、日本の民話えほん） 2000.2
- 『たびびとうま』（石倉欣二画、教育画劇、日本の民話えほん） 2000.4
- 『おふろのきらいなぶうくん』（いもとようこ絵、ひかりのくに） 2000.5
- 『ブタノくんのほしみがき』（西川おさむ絵、にっけん教育出版社） 2002.3
- 『ぼくはへいたろう 稲生物怪録より』（宇野亜喜良絵、ビリケン出版） 2002.8
- 『やくそくのホームラン』（中野宏隆絵、チャイルド本社、感動ノンフィクション絵本） 2004.10
- 『だるまのマーくんとはいたのおばけ』（片山健絵、ポプラ社） 2005.11
- 『こぶたのかくれんぼ』（ポプラ社、ポプラポケット文庫） 2005.12

## 翻訳・再話
- 『日本不思議物語集成 11 民間夜話』（編訳、現代思潮社） 1974
- 『きんのすきなおうさま』（ナサニエル・ホーソーン、若菜珪絵、世界文化社） 1978
- 『なしうりとせんにん』（水野二郎絵、チャイルド本社、せかいのむかしばなし） 1980.9
- 『メアリー・アリスいまなんじ?』（ジェフリー・アレン作、ジェームズ・マーシャル絵、あかね書房） 1981.2、のち童話館 1995.2
- 『フクロウ探偵30番めの事件』（J・マーシャル作・画、あかね書房） 1981.7、のち童話館出版 1995.11
- 『ライオンのめがね』（ヴィルドラック、北田卓史絵、チャイルド本社） 1982.5
- 『ねことねずみ』（マイケル・ローゼン作、ウィリアム・ラッシュトン絵、フレーベル館） 1985.8
- 『おそろしいかようび』（ヘーゼル・タウンスン作、トニー・ロス絵、フレーベル館） 1986.10
- 『ロビンソン漂流記』（ダニエル・デフォー、村井香葉絵、ポプラ社） 1987.12
- 『がんくつ王』（アレクサンドル・デュマ・ペール、若菜等絵、ポプラ社） 1988.11
- 『おばけなんかへっちゃらさ』（アンヌ=マリー・シャプートン文、ジャン・クラヴリ絵、三起商行、ミキハウスの絵本） 1988.11
- 『きたかぜのくれたテーブルかけ』（栗原徹絵、学習研究社、世界むかしむかし） 1989.11
- 『ドリトル先生アフリカへ』（ヒュー・ロフティング、赤坂三好絵、 チャイルド本社） 1991.7
- 『パルミーラまちへいく』（ロゼール・カプデビラ作・絵、学習研究社） 2007
- 『おかしな46にんの46のおはなし』（ヤン・モーエセン作・絵、解説、フレーベル館） 1992.4
- 『ドリトル先生こうかいき』（ロフティング、赤坂三好絵、チャイルド本社） 1992.8
- 『ねこのオーランドー海へいく』（キャスリーン・ヘイル作・画、童話館出版） 1997.7
- 『十五少年漂流記』（ジュール・ベルヌ原作、クラウス・エンジカット絵、小学館） 1998.4
- 『ぶたのフレディ名探偵』（ウォルター・ブルックス作、クルト・ヴィーゼ絵、童話館出版） 2000.9

### ロドニー・ペッペ
- 『くつのなかのねずみ』（ロドニー・ペッペ作・絵、フレーベル館） 1984.9
- 『やかんかいぞくせん』（ロドニー・ペッペ 作・絵、フレーベル館） 1984.9
- 『そらとぶバスケット』（ロドニー・ペッペ 作・絵、フレーベル館） 1985.9
- 『ねずみ、のちくたくバス』（ロドニー・ペッペ 作・絵、フレーベル館） 1987.4

### マーカス・フィスター
- 『ちびっこのペンギンピート』（マーカス・フィスター作・絵、フレーベル館） 1988.2
- 『ペンギンピートのおともだち』（マーカス・フィスター作・絵、フレーベル館）1988.2
- 『パパになったペンギンピート』（マーカス・フィスター作・絵、フレーベル館）1990.3
- 『うさぎのホッパー』（マーカス・フィスター作・絵、フレーベル館） 1992.2
- 『はるをさがしに うさぎのホッパー』（マーカス・フィスター作・絵、フレーベル館）1992.10
- 『イースターバニーになりたいな うさぎのホッパー』（カトリン・ゼィーゲンターラ, マーカス・フィスター作、マーカス・フィスター絵、フレーベル館） 1994.1

## その他
- 『キツネはかせのへんなカレーライス』はコンピュータRPGがテーマとなっており、あとがきでは小沢もコンピュータRPGに熱中していることが語られている。同作の設定では蘇生の呪文に「コダルト」という言葉が使われるなど、『ウィザードリィ』の影響が確認できる。